# Queen Mary (còctel)
Un còctel de cervesa Queen Mary és una barreja de granadina i cervesa, que normalment es guarneix amb cireres marrasquino. Normalment, se serveix en una pinta de cervesa, deixant espai per a una quantitat generosa d'escuma de cervesa que pot prendre un to rosat o semblant a la cirera. Aquesta beguda pot ser bastant dolça i es gaudeix millor freda.

## Història
El Queen Mary va ser concebut per membres de l'equip masculí de natació Dinos de la Universitat de Calgary a Calgary, Canadà, a principis dels anys 2000. Des d'aleshores, la beguda s'ha fet popular a Amèrica del Nord, Europa i Austràlia com a alternativa a un shandy. La beguda porta el nom de Mary of Teck, reina consort del rei Jordi V del Regne Unit i dels dominis britànics.

## Preparació i servei

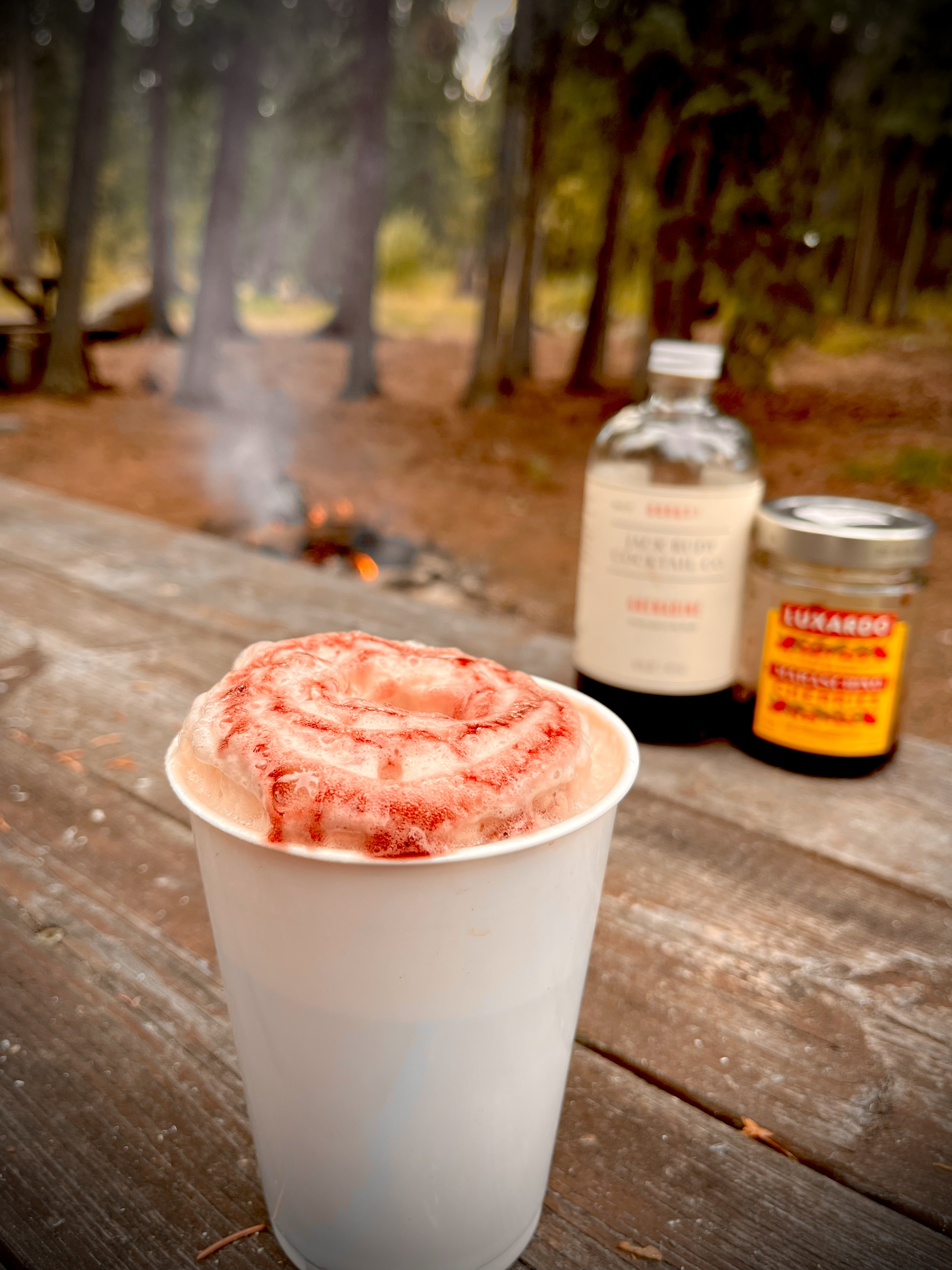
Cervesa, granadina i cireres marrasquino, amb xarop de cirera raig per sobre.

El còctel Queen Mary s'elabora abocant granadina en un got de cervesa, al gust, seguit de cervesa, deixant espai a la part superior per a una gruixuda capa d'escuma de cervesa de color rosa. Sovint s'afegeixen cireres marrasquino com a guarnició, mentre s'hi fa un raig de xarop de les cireres a l'escuma de cervesa per obtenir més dolçor i color, segons es desitgi. Tot i que es pot fer servir qualsevol cervesa per fer la beguda, generalment es prefereixen estils de cervesa lleugeres, com ara lager, pilsener o pale ale.